# 平度站
平度站，建设前期称平度北站，是潍莱高速铁路的一座中间车站，位于山东省青岛市平度市东阁街道北姜家庄村，站房建筑面积11999.5㎡。本站于2020年11月26日启用。